# 3-caren
3-carenul este un compus organic natural din clasa monoterpenelor biciclice nesaturate. Este un constituent al terebentinei. Are un miros dulce și înțepător,